# Platorchestia ashmoleorum
Platorchestia ashmoleorum is een vlokreeftensoort uit de familie van de Talitridae. De wetenschappelijke naam van de soort is voor het eerst geldig gepubliceerd in 1996 door Stock.